# Аеродинамичен профил
Аеродинамичен профил или Обтекаема форма е такава, с която се понижава съпротивлението на обтичането на тяло от насрещния поток във въздушна, водна или друга среда с по-голям вискозитет. Постига се чрез намаляване на вихрообразуването и получаването на ламинарен поток на обтичане, като токовите линии на флуида следват конструкцията. Така съпротивлението, създадено чрез налягането върху движещото се тяло е минимално. Обтекаема форма чрез техниката на конструиране и последващи аеродинамични изследвания се прилага при създаване на бързоходни превозни средства – влакове, самолети, ракети, кораби, подводници, локомотиви, автомобили.

## Пример за обтекаемост на различни профили
Представа за формата и създаденото от нея съпротивление при движение във флуид, графично може да се покаже с изображенията и оценката в проценти на силата на аеродинамичното съпротивление.
| Обтекаема форма | Съпротивление на формата | Обтекаема форма | Съпротивление на формата |
| --------------- | ------------------------ | --------------- | ------------------------ |
|                 | 0%                       |                 | ~10%                     |
|                 | ~90%                     |                 | 100%                     |

На практика при създаване на аеродинамична форма конструкторите изграждат конструкция, която да бъде обтичана от ламинарен поток.

## Математическа обосновка
Причината за изучаването и създаването на аеродинамични форми се корени в силата създадена от флуида срещу посоката на движение. Необходимо е тя да се преодолява, за да се реализира движението с по-висока скорост. Създаването на тази сила се обяснява с компресирането на флуида като се увеличава налягането му пред тялото при движение, и разреждането на налягането на флуида след движещото се тяло, където се получава понижено налягане. Като пример силата, която трябва да се преодолява от съпротивлението на въздуха при движение на автомобил е
{\displaystyle F={{1 \over 2}\cdot {C_{x}}\cdot \rho \cdot {S}\cdot {V^{2}}}}
където:
- {\displaystyle \rho } – е плътността на въздуха;
- S – площта от напречната проекция на автомобила. Нарича се още референтна област. За автомобили и други изследвани предмети се приема предната част на превозното средство. Това не е задължително и не винаги се приема неговото напречно сечение, поради някои специфични особености във формата. За една сфера например се приема {\displaystyle S=\pi r^{2}\,}, а не нейната повърхност {\displaystyle \!\ 4\pi r^{2}};
- {\displaystyle C_{x}} – коефициент на челното аеродинамично съпротивление (на английски: Drag coefficient).
- V – е скоростта на обекта спряма флуида. Силата на въздушното съпротивление много силно зависи от квадрата на скоростта и в това равенство за намаляване на тази сила при някаква приета постоянна висока скорост може да се променят в някакви граници напречната на движението площ на тялото.

Cx (записва се и като Cd и Cw) е безразмерна величина и зависи от формата на конструкцията и обтекаемостта на движещото се тяло. Другите сили на съпротивление при движение, като например повърхностното триене, са значително по-малки.
Коефициента на челното съпротивление при движение от горното равенство се дефинира като:
{\displaystyle C_{\mathrm {x} }\,} ={\displaystyle {\dfrac {2F}{\rho V^{2}S}}\,}
Коефициентът на челното аеродинамично съпротивление е безразмерно число по-малко от 1. В съвременните конструкции леки автомобили Cx < 0,3. За самолета Cessna 172, например, коефициентът за челно съпротивление при нулева подемна сила е 0,0319, а еквивалентната площ на съпротивлението му е 0,52 m2.

## Практическо използване на ефекта
Управляемо увеличаване на челното съпротивление за намаляване на скоростта се прилага при скоростните летателни апарати и влакове с аеродинамични спирачки или наричани още въздушни спирачки. Това са управляеми повърхности разположени върху фюзелажа на самолета или влака. Тяхното задействане рязко увеличава челното съпротивление и намалява скоростта на движение на превозното средство, но то като действие не оказва влияние върху подемната сила на летателния апарат, създавана при движението. В авиацията се използват и друг вид въздушни спирачки разположени върху крилата, т. нар. интерцептори, чието основно действие е намаляването на подемната сила по време на полет. С тях по-ефективно се управлява напречната устойчивост на самолета, а при приземяване с действието си те намаляват възможността от повторно излитане и „подскоци“ по пистата, както и подобряват сцеплението на кацащия летателен апарат със земята.

## Галерия
- Въздушна спирачка в края на фюзелажа на щурмовия самолет Blackburn Buccaneer
- Въздушни спирачки на пътнически самолет
- Комбинирана спирачна система със спирачен парашут на космическата совалка Дискавъри
- Въздушна спирачка на електровлак Fastech 360